# Les Sept Couleurs (maison d'édition)
Pour les articles homonymes, voir Sept couleurs.
Les Sept Couleurs est une maison d'édition française d'extrême droite fondée à Paris par Maurice Bardèche en 1948. 

## Historique
Le nom de l'entreprise fait référence aux Sept Couleurs, roman de Robert Brasillach, dont les ouvrages furent les premiers à être édités par cette SARL.
L'un des principaux objectifs de cette maison d'édition était de redonner une tribune aux auteurs épinglés par le CNE au cours de l'épuration après la Libération, et autres nationalistes ce qui, corrélativement, donna lieu à la fondation de Rivarol et du mensuel Défense de l'Occident.

## Publications
Les Sept Couleurs ouvrent leurs collections à de nombreux auteurs nationalistes, anciens collaborationnistes, négationnistes, etc. Y sont publiés des auteurs comme François Duprat, Pierre Fontaine, Pierre Hofstetter, Pierre de Villemarest, Axel Nicol, Paul Rassinier ou Pol Vandromme.
Elles ont également édité des œuvres de Maurice Bardèche : Nuremberg ou la Terre promise en 1948 et Nuremberg II ou les faux monnayeurs en 1950.